# Priska M. Thomas Braun

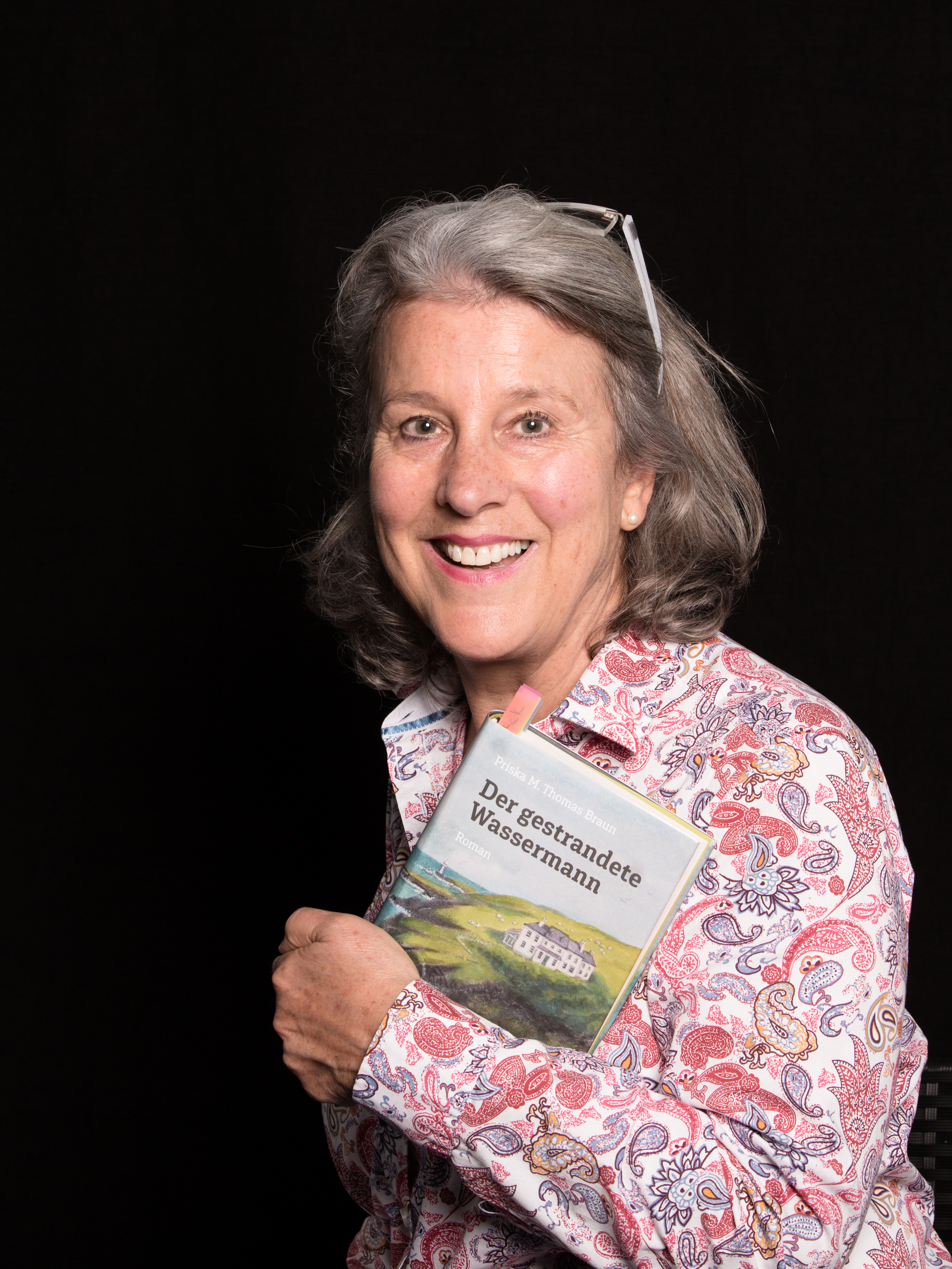
Priska M. Thomas Braun (2017)

Priska M. Thomas Braun (* 1954) ist eine Schweizer Journalistin und Schriftstellerin.
Nach dem Besuch der Kantonalen Handelsschule in Basel erwarb sie ein Diplom als Englischlehrerin am International House in London. Später studierte sie am Medienausbildungszentrum Luzern (MAZ) Journalismus.
1988 bis 2013 war sie für die Migros Basel in der Medienstelle und im Bereich Public Relations tätig und verantwortete das Migros-Magazin Basel/Jura.
Seit ihrer Pensionierung 2013 veröffentlichte sie bisher drei Romane.
Die Autorin ist verheiratet und lebt mit ihrem Mann in der Nähe von Basel.

## Werke
- Der gestrandete Wassermann. Münster Verlag, Basel 2017, ISBN 978-3-905896-74-9.
- Sarah Penrose – Auf fremden Wegen. Münster Verlag, Basel 2020, ISBN 978-3-907146-73-6.
- Der Treibholzmann. Editions Königsstuhl, St. Gallenkappel 2023, ISBN 978-3-907339-44-2.